# Associazione Calcio Savona 1932-1933
Questa pagina raccoglie i dati riguardanti l'Associazione Calcio Savona nelle competizioni ufficiali della stagione 1932-1933.

## Rosa
| N. |                   | Ruolo | Calciatore          |
| -- | ----------------- | ----- | ------------------- |
|    | Italia (bandiera) | C     | Armando Argenti     |
|    | Italia (bandiera) | C     | Vessillo Bartoli    |
|    | Italia (bandiera) | C     | Giorgio Borgo       |
|    | Italia (bandiera) | A     | Giuseppe Caviglione |
|    | Italia (bandiera) | D     | Eugenio Della Valle |
|    | Italia (bandiera) | A     | Agostino Mottura    |
|    | Italia (bandiera) | C     | Ernesto Negro       |

| N. |                   | Ruolo | Calciatore          |
| -- | ----------------- | ----- | ------------------- |
|    | Italia (bandiera) | P     | Luigi Palmeto       |
|    | Italia (bandiera) | C     | Pasquale Parodi     |
|    | Italia (bandiera) | D     | Armando Passalacqua |
|    | Italia (bandiera) | D     | Pietro Poccardi     |
|    | Italia (bandiera) | C     | Alessandro Testa    |
|    | Italia (bandiera) | C     | Giovanni Vanara     |